# Les Essards (Indre-et-Loire)
Les Essards település Franciaországban, Indre-et-Loire megyében. Lakosainak száma 151 fő (2018. január 1.). Les Essards Avrillé-les-Ponceaux, Continvoir, Langeais és Saint-Michel-sur-Loire községekkel határos.

## Népesség
A település népességének változása:
| Lakosok száma | 156  | 109  | 107  | 153  | 153  | 154  | 152  | 160  | 165  | 151  |
|               | 1968 | 1975 | 1982 | 1990 | 1999 | 2011 | 2013 | 2015 | 2017 | 2018 |